# هشومير هتسعير
السامر الصغير (بالعبرية: הַשׁוֹמֵר הַצָעִיר هشومر هصعير) وتعني "الحارس الشاب"، هي حركة شبابية يهودية صهيونية علمانية تتبع الصهيونية الاشتراكية. تأسست عام 1913 في مدينة لفيف في مملكة غاليسيا ولودوميريا، التي كانت آنذاك جزءًا من الإمبراطورية النمساوية المجرية. كما ارتبط الاسم بـ"حزب عمال هشومير هتسعير"، وهو الجناح السياسي للحركة في اليشوف خلال فترة الانتداب البريطاني على فلسطين.
تُعد هشومير هتسعير عضوًا في حركة الصقر الدولية – الحركة التعليمية الاشتراكية الدولية (IFM-SEI) ، إلى جانب منظمة الشبيبة العاملة والمتعلمة ( هنوعار هلوميد هعوفد) في إسرائيل (فلسطين المحتلة). تنشط الحركة في مئات المواقع داخل إسرائيل (فلسطين المحتلة) وحول العالم، وتقدم أنشطة تربوية تقوم على مفهوم "إصلاح الفرد – إصلاح العالم"-تيقون عولم .

## التأسيس
نشأت حركة هشومير هتسعير من اندماج مجموعتين: هشومير ("الحارس")، وهي مجموعة كشفية صهيونية، وتسعيري تسيون ("شباب صهيون")، التي كانت إطارًا فكريًا يركز على دراسة الصهيونية، والاشتراكية، والتاريخ اليهودي. وتُعد أقدم حركة شبابية صهيونية لا تزال قائمة حتى اليوم.
بدأت الحركة بتوجه ماركسي-صهيوني، متأثرة بأفكار بير بوروخوف  وغوستاف وينكن، إضافةً إلى تأثير بادن باول، مؤسس المنظمة العالمية للحركة الكشفية. آمنت هشومير هتسعير بأن تحرير الشباب اليهودي يمكن تحقيقه عبر الهجرة إلى فلسطين ("عليا")، والعيش في الكيبوتسات. وبعد الحرب العالمية الأولى، انتشرت الحركة في المجتمعات اليهودية حول العالم كحركة كشفية ذات طابع أيديولوجي.

### البدايات والتوجه الأيديولوجي
في سنواتها الأولى، شهدت هشومير هتسعير حراكًا فكريًا وصياغةً أيديولوجية. كانت في الأساس حركة كشفية شبابية ركزت على تعزيز الحياة الجماعية، وتنمية الارتباط بالطبيعة، وتعزيز الهوية القومية، وتعليم اللغة العبرية، والتعرف على "أرض إسرائيل". كما تأثرت بالحركة الألمانية فاندرفوغل (Wandervogel) (بمعنى "الطائر المهاجر")، ومن وحيها أُطلق على فروع الحركة اسم "العُش" (קן). استُلهم اسم الحركة الأول من جمعية "هشومير" في فلسطين، التي كانت نموذجًا يُحتذى به لأعضاء الحركة في الشتات.

### في فلسطين: 1919–1931
منذ سنواتها الأولى، كان مفهوم "التجسيد" (تحقيق القيم على أرض الواقع) جوهريًا في فكر الحركة. مع بداية الهجرة الثالثة عام 1919، هاجر أول خريجي الحركة إلى فلسطين بهدف تطبيق قيمهم فيها. وبعد عام، استقرت أول مجموعة من أعضاء هشومير هتسعير في موقع مكشوف فوق بحيرة طبريا، حيث أسست مجموعة بيتينيا عيليت (Bitanya Ilit)، التي أصبحت مختبرًا للأفكار والتجارب والطموحات التي شكّلت لاحقًا مسار كيبوتسات هشومير هتسعير في فلسطين.
في إطار فكرة "التجسيد"، نشأت من الحركة حزب هشومير هتسعير الماركسي، الذي ركّز على تعزيز الفكر الاشتراكي والتعاوني، ودعم النظام الستاليني، والدعوة إلى إقامة دولة ثنائية القومية في فلسطين تحت الانتداب البريطاني. لاحقًا، انضم الحزب إلى حزب العمال الموحد- مبام (بالعبرية: מפלגת הפועלים המאוחדת - מפ"ם) ، ثم أصبح جزءًا من حركة ميرتس (بالعبرية: מרצ)، التي استمرت الحركة في دعمها رسميًا حتى انتخابات الكنيست الثامنة عشرة عام 2009.
كان للتحليل النفسي تأثير أيضًا على الحركة، جزئيًا عبر زيغفريد بيرنفيلد، كما تأثرت بأفكار الفيلسوف مارتن بوبر. كذلك، دعم أوتو فنيخل جهود هشومير هتسعير في دمج الماركسية مع التحليل النفسي. سعى مربّو الحركة إلى تشكيل صورة الطفل من الولادة حتى النضج، وكان بعضهم على دراية بأعمال المربي السوفييتي أنتون مكارينكو، الذي كان من دعاة التربية الجماعية.
استقر أعضاء من الحركة في فلسطين الانتدابية منذ عام 1919. وفي عام 1927، اجتمعت أربعة كيبوتسات أسّسها أعضاء هشومير هتسعير لتشكيل اتحاد كيبوتس آرتزي. كما أنشأت الحركة حزبًا سياسيًا حمل نفس الاسم، هاشومير هاتساعير، والذي دعا إلى حل ثنائي القومية في فلسطين الانتدابية، قائم على المساواة بين العرب واليهود. لهذا السبب، عندما اجتمعت مجموعة صغيرة من القادة الصهاينة في فندق بيلتمور في نيويورك في مايو 1942، صوّت ممثلو هشومير هتساعير ضد ما يُعرف بـ برنامج بيلتمور.
في عام 1936، أطلقت حركة هشومير هتساعير الكيبوتسية حزبًا سياسيًا حضريًا، وهو الرابطة الاشتراكية في فلسطين، لتمثيل غير الكيبوتسنيين الذين شاركوا الحركة رؤيتها السياسية في المنظمات السياسية للييشوف (المجتمع اليهودي في فلسطين). كانت عصبة فلسطين الاشتراكية الحزب الصهيوني الوحيد في الييشوف الذي قبل العرب كأعضاء متساوين، ودعم الحقوق العربية، ودعا إلى دولة ثنائية القومية في فلسطين.
في ثلاثينيات القرن العشرين، ارتبطت هشومير هتسعير (إلى جانب ماباي) بـ الأممية الماركسية الوسطية "الأممية الثانية والنصف"، أو المركز الثوري الماركسي الدولي (المعروف أيضًا بـ مكتب لندن)، بدلاً من الأممية العمالية الاشتراكية أو الأممية الثالثة اللينينية.
تأسست حركة هشومير هتسعير عام 1913 في مدينة لفيف بمنطقة غاليسيا (التي تُعرف اليوم بغرب أوكرانيا). كانت سنواتها الأولى فترة من الحراك الفكري والتبلور الأيديولوجي. في بدايتها، كانت الحركة في الأساس حركة كشفية شبابية ركزت على تعزيز الحياة الجماعية بين أعضائها، وتنمية الارتباط بالطبيعة، وتعزيز الفخر القومي، وتعليم اللغة العبرية والتعرف على أرض إسرائيل. تأثرت الحركة أيضًا بحركة "فاندرفوغل" الألمانية (والتي تعني "الطائر المهاجر")، ومن وحيها أُطلق على فروع الحركة اسم "عش" (קן). أما اسمها الأول، "هشومير"، فقد استُلهم من جمعية "هشومير" في فلسطين، التي كانت نموذجًا يُحتذى به لأعضاء الحركة.
مع اتضاح الرؤية الفكرية والتربوية للحركة، اندمجت عام 1916 مع حركة "تسعيري صهيون"، التي كانت تركز على الجوانب الثقافية والفكرية. وقد أدى هذا الاندماج إلى تطوير نهج تعليمي متميز يجمع بين التربية التجريبية المستوحاة من الكشافة والتعليم الثقافي والفكري العميق.

### مؤتمر تارنوف
في ربيع عام 1920، انعقد مؤتمر هشومير هتسعير في مدينة تارنوف، خلال المؤتمر نقل مردخاي شنافي (بالعبرية:מרדכי שנהבי) ، أول مهاجر من الحركة إلى فلسطين، رسالة مباشرة من رواد الحركة هناك إلى أعضائها في الشتات. شددت الرسالة على أهمية الهجرة الفورية إلى فلسطين، متجاوزةً سياسة القيادة الصهيونية التي فضّلت تأجيل هجرة الشباب اليهودي الفقير لحين توفير بنية تحتية مناسبة لاستيعابهم.[19]خلال المؤتمر، أوضح شنافي أن "الظروف في فلسطين تختلف جذريًا عن تلك في الشتات، ومن الضروري تعلم الزراعة في البلاد". كان لهذا المؤتمر تأثير كبير على مسار الحركة، حيث بدأ بعض خريجي هشومير هتسعير بالهجرة إلى فلسطين ضمن مجموعات، بعد أن كانت الهجرة مقتصرة على الأفراد.

## النمو والهولوكوست
بحلول عام 1939، بلغ عدد أعضاء هشومير هتساعير حوالي 70,000 عضو حول العالم، مع تركز القاعدة الأساسية للحركة في أوروبا الشرقية. ومع اندلاع الحرب العالمية الثانية والهولوكوست، وجّه أعضاء الحركة جهودهم نحو مقاومة النازيين. برز مردخاي أنيليفيتش (Mordechai Anielewicz) الذي قاد فرع المنظمة في وارسو قائدا لمنظمة القتال اليهودية وأحد قادة انتفاضة غيتو وارسو. كما شارك أعضاء آخرون من الحركة في المقاومة اليهودية وجهود الإنقاذ في المجر وليتوانيا وسلوفاكيا. اعتقل وأعدم قادة المنظمة في رومانيا بسبب أنشطتهم المناهضة للفاشية.تروي روز زار (واسمها الأصلي روشكا غوترمان)، إحدى عضوات هشومير هتسعير، في كتابها "في فم الذئب" تفاصيل هروبها من غيتو بيوتروكوف ( (Piotrków Trybunalski Ghetto) ، حيث استطاعت الاختباء علنًا من خلال العمل لصالح الفيرماخت وقوات الأمن الخاصة النازية (SS).على الجانب الآخر، قام أبراهام غانتسفايتش، الرئيس السابق لفرع هشومير هتسعير في لودز، بتشكيل شبكة "المجموعة 13" في ديسمبر 1940، والتي كانت منظمة يهودية متعاونة مع النازيين، وعُرفت باسم "الغستابو اليهودي"، وكانت نشطة في غيتو وارسو. كما كان زعيمًا لمنظمة "زاغييف"، التي تأسست في فبراير 1943 بدعم من الغستابو الألماني، واشتهرت بالتعاون مع النازيين خلال انتفاضة غيتو وارسو. بعد الحرب، شاركت الحركة في تنظيم الهجرة غير الشرعية للاجئين اليهود إلى فلسطين. كما كان بعض أعضائها جزءًا من حركة الهاغاناه العسكرية، وشاركوا في قيادة البالماخ.
بعد نكبة 1948 ، اندمج حزب عمال هشومير هتسعير مع أحزاب يسارية أخرى لتشكيل حزب مابام، الذي أصبح الحزب السياسي المرتبط بكل من الحركة الشبابية واتحاد كيبوتس آرتزي. تقليديًا، ارتبطت هاشومير هاتساعير بحزب مابام ومن ثم بحزب ميرتس لاحقًا، إلا أنها لم تكن رسميًا جزءًا من ميرتس. وبعد اندماج اتحاد كيبوتس آرتزي (الموالي لميرتس) مع الحركة الكيبوتسية المتحدة التابعة لحزب العمل عام 1999، لم تنحز هاشومير هاتساعير رسميًا إلى أي حزب، لكنها ظلت قريبة في توجهاتها من حزب ميرتس.

## الحاضر
تواصل هشومير هتساعير نشاطها كحركة شبابية مقرها في إسرائيل (فلسطين المحتلة) وتعمل على نطاق دولي. تنظم الحركة أنشطة ومخيمات شبابية (ماخنوت) في أوروبا، وأمريكا الشمالية واللاتينية، وأستراليا. لا تزال الأنشطة ذات طابع أيديولوجي، لكنها تطورت بمرور الوقت لتتناسب مع احتياجات المجتمعات الحديثة، والتي تختلف بشكل كبير عن السياق الذي نشأت فيه الحركة.
يبلغ عدد أعضاء الحركة أكثر من 7,000 عضو حول العالم (باستثناء إسرائيل). يديرهؤلاء الأعضاء أنشطة شبابية أسبوعية ومخيمات في كل من: ألمانيا، كندا، الولايات المتحدة، المكسيك، فنزويلا، البرازيل، الأرجنتين، الأوروغواي، تشيلي، فرنسا، بلجيكا، النمسا، إيطاليا، سويسرا، هولندا، المجر، بلغاريا، بيلاروسيا، أوكرانيا، أستراليا، وبولندا.

## شخصيات بارزة من الحركة
من بين الشخصيات البارزة التي كانت جزءًا من هشومير هتسعير: إيفلين تورتون بيك، أريك أينشتاين، دان شيختمن، بيلا أبزوغ، توني كليف، إيهود غازيت، أرنست ماندل، ، أبراهام ليون، بيني موريس، إليان كارپ، أمنون لين، أرون كلوج، آبا حوشي، سام شبيغل، إيرف وينشتاين، جوليانا روزيستان، خوسيه غورفيتش، إيلان غولدفاين، جويل ويستهايمر، آفي ليفاكوف، السجين X (بين زايغير)، ميلو أدلر جيلز، جيلا مارتو، و إيسر هاريل ومناحيم بيغن، اللذان كانا عضوين لفترة وجيزة قبل أن ينضم الأول إلى حزب ماباي والثاني إلى حركة بيتار اليمينية. كما يُذكر الحاخام أبراهام ريفلين من معهد كيرم بييافني. كما كان نعوم تشومسكي مهتما الحركة وتعاون معها، رغم أنه لم يكن عضوًا رسميًا فيها.
كما شغل حاييم أورون عضو الكنيست السابق عن حزب ميرتس منصب سكرتير القيادة العليا لحركة هشومير هتسعير.
يذكر أيضاً أن آريه زالمن زدمانوفتش الذي احتجزته حركة حماس خلال عملية طوفان الأقصى كان عضوًا بارزًا خلال حياته في منظمة هشومير هتسعير الصهيونية، وخلال عضويته في الحركة شارك في تأسيس مستوطنة نير عوز .

## التعاون المحتمل مع "هابونيم درور"
مع اندماج الحركة الكيبوتسية المتحدة (بالعبرية:התנועה הקיבוצית המאוחדת) وحركة كيبوتس آرتزي (بالعبرية: הקיבוץ הארצי) ، ازدادت احتمالية اندماج هشومير هتسعير مع الحركة الشبابية التابعة لحركة الكيبوتسات الموحدة، وهي هابونيم درور (بالانجليزية: Habonim Duror) . ورغم أنهما كانتا حركتين متنافستين في السابق، فقد بدأتا في التعاون بشكل متزايد في الدول التي تتواجدان فيها معًا، بل إنهما تتشاركان مكتبًا مشتركًا في نيويورك.
ومع ذلك، فإن الاختلافات في المواقف تجاه الدين قد تكون عقبة أمام الاندماج، حيث تميل هابونيم درور إلى الهوية اليهودية الثقافية، بينما كانت هشومير هتساعير أكثر علمانية وتشددًا في رفضها للدين، حيث تعتبر نفسها تعبيرًا شرعيًا عن تيار علماني داخل اليهودية.

## مؤتمر الحركة السنوي
تعقد الحركة سنويًا مؤتمرًا عامًا لكل أعضاء "جوب" (Guf Boger)، وهم المرشدون في كل كين الذين تتراوح أعمارهم بين 15 و18 عامًا. يركز المؤتمر على مناقشة موضوع سنوي يتعلق بالمجتمع الإسرائيلي، والمراكز المحلية (الكينيم)، والحركة بشكل عام. وفي ختام المؤتمر، يقوم الأعضاء بصياغة نتائج النقاشات ووضع رؤية مستقبلية للحركة.

### أمثلة على المواضيع السابقة:
- الصهيونية والسلام
- المساواة بين الجنسين
- الاشتراكية
- مكانة اليهودية داخل هشومير هتساعير

## الوصايا العشر" لـ "هشومير هاتسعير"
تمثل قيم "هشومير هاتسعير" عشر وصايا، وهي مستوحاة من "الوصايا العشر" التوراتية. منذ تأسيس الحركة، شهدت هذه الوصايا تغييرات عديدة لتعكس التحولات الفكرية والاجتماعية داخلها. خاصة خلال العقد الأول من تأسيسها، ثم في الخمسينيات، السبعينيات، والثمانينيات، مع وفاة الجيل المؤسس.

#### تطور "الوصايا العشر" عبر الزمن
| نسخة 1916                                  | نسخة 1928                                                                                   | النسخة الحالية                                                                            |
| ------------------------------------------ | ------------------------------------------------------------------------------------------- | ----------------------------------------------------------------------------------------- |
| الحارس هو رجل صادق                         | الحارس هو رجل صادق ويقظ                                                                     | الحارس والحارسة هم أشخاص صادقون ويقظون                                                    |
| الحارس مخلص لإله إسرائيل، أرض آبائه، وشعبه | الحارس هو طليعي في نهضة شعبه، لغته ووطنه                                                    | الحارس والحارسة طليعيون في التحرر الوطني لشعبهم ووطنهم، ومخلصون لقيم حركة العمال الطليعية |
| -                                          | الحارس مجسد ومحارب من أجل العدل، الأخوة، والحرية في المجتمع الإنساني                        | الحارس والحارسة يناضلون من أجل المساواة، السلام، وأخوة الشعوب                             |
| الحارس يسلك طريق الادخار                   | الحارس عامل نشيط ويعيش من كد يديه                                                           | الحارس والحارسة عاملون ويحققون ذاتهم في "الكومونة الشوميرية"                              |
| الحارس هو رجل ذو بأس                       | الحارس ذو إرادة يسعى إلى الكمال الروحي والجسدي                                              | الحارس والحارسة يقوون شخصياتهم ويسعون نحو الكمال الروحي والجسدي                           |
| الحارس أخٌ مساعد وداعم                      | الحارس أخٌ مساعد وداعم                                                                       | الحارس والحارسة إخوة مخلصون للمجتمع "الشوميري" ويطيعون مرشديهم                            |
| الحارس أخ للحراس الآخرين                   | الحارس أخٌ مخلص للمجتمع الشوميري ويطيع قادته                                                 | الحارس والحارسة نشطاء في المجتمع ويحافظون على علاقات رفاقية وتعاون مع زملائهم             |
| الحارس مرح ومنتعش                          | الحارس شجاع، مرح، ومنتعش                                                                    | الحارس والحارسة شجعان، مستقلون، ومفعمون بروح الشباب                                       |
| الحارس محب للطبيعة                         | الحارس محب للطبيعة، يعرفها ويعيش في أحضانها                                                 | الحارس والحارسة محبون للطبيعة، يتعلمون معرفتها، ومتجذرون في مشهد وطنهم                    |
| الحارس نقي في أفكاره، أقواله، وأفعاله      | الحارس نقي في أفكاره، أقواله، وأفعاله (لا يدخن، لا يشرب الكحول، ويحافظ على الطهارة الجنسية) | الحارس والحارسة مستقيمون وأنقياء في سلوكهم، يبدعون ويحققون نمط حياة طليعي                 |